# Юрченко Микола Якович
Микола Якович Юрченко (4 квітня 1920, Київ — 1 травня 2004, Київ) — український музикант-валторніст, педагог, професор, заслужений артист УРСР.

## Життєпис
Народився у Києві 4 квітня 1920 року, в сім'ї музиканта. Батько його, Яків Юрченко, був видатним музикантом, виконавцем на валторні, педагогом Київської державної консерваторії ім. П. І. Чайковського (з кінця 1930-х років до 1941 року). Загинув на фронті у 1941 році.
Музична практика Миколи Юрченка була пов'язана з Київською музичною виконавською школою. До Київської державної консерваторії ім. П. І. Чайковського поступив перед війною, але війна не дала можливість закінчити і тільки в 1952 році. Юрченко закінчує консерваторію по класу валторни (клас В. М. Яблонського). В роки Другої світової війни проходив службу на різних фронтах, а потім завдяки піклуванню військового диригента Е. Й. Маркуса був переведений у склад військового духового оркестру.
Після закінчення консерваторії (1952 р.) соліст, а потім концертмейстер групи валторн Заслуженого Академічного симфонічного оркестру України, викладач Київської консерваторії. Окрім симфонічного оркестру Юрченко М. Я. був артистом оркестру Ансамблю танцю України під керуванням Вірського. Протягом творчої діяльності у складі симфонічного оркестру брав участь у звукозапису музики до фільмів на Київській кіностудії ім. О.Довженка, а також у звукозапису музики світових і вітчизняних композиторів у фонд Українського радіо та запису грамофонних платівок.
За роки праці в оркестрі Юрченко М. Я. набув величезної виконавської майстерності, адже в репертуарі оркестру були музичні твори майже всієї світової класики. Солові партії у виконанні Юрченка М. Я. відрізнялися м'яким виразним звучанням та досконалістю фрази. Особливо його виконавська майстерність була помітна у виконанні симфоній П.Чайковського, Л.Ревуцького. У свій час Юрченко М. Я. вважався одним з найкращих музикантів-духовиків колишнього Радянського Союзу.

Могила Миколи Юрченка, Байкове кладовище

Протягом років, коли Юрченко М. Я. очолював кафедру духових та ударних інструментів Київської державної консерваторії ім. П. І. Чайковського (1977—1984), зробив великий внесок у розвиток духового виконавства України. В різні роки виконував солові партії в оркестрі під керівництвом видатних диригентів: Канарштейн М. М., Колеса М. Ф., Тольба В. С., Рахлін Н. Г., Симеонов К. А., К.Кондрашин, Є.Свєтланов, Турчак С. В., Гнєдаш В. Б., Блажков І. І., Кожухар В.М, Рождєственський Г., Глущенко Ф. І., Гамкало І. та інші.
Більше ніж за 50 років педагогічної праці виховав понад 60 валторністів, серед яких багато його послідовників — виконавців, педагогів та видатних діячів мистецтва (А.Кирпань, П.Матяж, М.Буков‘як, П.Войтко, І.Гринява, Л. Апостол, А. Герасько та ін.). Серед колег та студентів мав великий авторитет. Разом з професорським та педагогічним складом кафедри підготував та провів декілька Республіканських конкурсів виконавців на духових та ударних інструментах. Завдяки йому, та при його активній участі, був створений Державний духовий оркестр України.
Микола Юрченко нагороджений орденами, медалями й почесними грамотами. Автор низки науково-методичних публікацій, перекладів і редакцій.
Помер на 85-му році життя 1 травня 2004 року. Похований разом із родиною на Байковому кладовищі (ділянка № 39, 50°25′9.30″ пн. ш. 30°30′16.40″ сх. д. / 50.4192500° пн. ш. 30.5045556° сх. д.).